# El Ma Labiodh
El Ma Labiodh è un comune dell'Algeria, situato nella provincia di Tébessa.